# Águas de Chapecó
Águas de Chapecó é um município do estado de Santa Catarina, na região Sul do Brasil. Sua população estimada em 2022, de acordo com o IBGE, era de 6 036 habitantes. Pertence à Região Geográfica Imediata de Chapecó e à Região Geográfica Intermediária de Chapecó.
Está localizada no chamado Vale das Águas, região turística de Santa Catarina procurada por oferecer águas termais. Situa-se a 44 km de Chapecó e a 596 km da capital estadual, Florianópolis.

## História

### Origens e povoamento
Durante a Revolução Federalista no Rio Grande do Sul foram trazidos ao município que hoje é Águas de Chapecó, os primeiros habitantes a morar na região. Eram vindos por rio, depois de uma viagem de navegação pelas águas do rio Uruguai. Devido à sua atração pela caça e pela pesca em abundância e como eram conhecedores da existência de uma fonte de água mineral, foram fixados no território do município que é hoje. Apesar disso, depois que a Revolução Federalista terminou, foram regressados, quase a totalidade deles à terra natal de onde vieram. No atual território municipal de Águas de Chapecó foram mantidas três famílias, das quais os sobrenomes conhecidos são Jovêncio e Arruda.
Apenas em 1915, a região tornou-se a residência dos colonizadores do Rio Grande do Sul que eram descendentes de imigrantes que vieram da Itália, podendo ser mencionados os senhores Vitório Rossetto, Eugênio Tormen, Emílio Corbari, Antonio Fioravante e Inocente Rossetto.
Até 1940, Águas de Chapecó pouco se desenvolveu, a não ser que se tenha o registro notório de um balneário de menor porte construído por Leopoldo Sander em 1930 na fonte hidromineral que existe até hoje.

### Formação administrativa e história recente
Foi elevado à categoria de distrito em 1956 e elevado à categoria de município em 1962 (Lei nº 866). O primeiro prefeito escolhido por nomeação do governo estadual foi o senhor José Tirondelli. O primeiro prefeito que a população aguense elegeu foi José Merísio.
Sua área é de 139,511 km². Águas de Chapecó é um município pertencente à Microrregião de Chapecó. Dois grandes rios da região banham o município: o rio Uruguai e o rio Chapecó. Apesar do desenvolvimento da agricultura e da pecuária, seu futuro, está acima de tudo, nas águas minerais caracterizadas pela sua fama. Considerou-se Estância Hidromineral por uma lei aprovada em 1965 e uma lei complementar promulgada em 1968.

## Destaques
O destaque de Águas de Chapecó são as fontes de águas termais. Durante o verão, mais de 50.000 pessoas visitam a cidade em busca de qualidades terapêuticas, da diversão ou do relaxamento que as águas proporcionam. O Balneário possui área de camping com capacidade para 500 barracas.
Outro destaque é a Usina Hidrelétrica Foz do Chapecó com quatro unidades geradoras, a Usina Hidrelétrica Foz do Chapecó tem uma potência instalada de 855 megawatts é energia suficiente para abastecer mais de cinco milhões de lares.
Outro destaque também, é o carnaval da cidade que durante os dias de carnaval as ruas próximas ao balneário ficam lotadas dia e noite, no palco do carnaval todas as noites tem atrações como DJs e bandas famosas, pois é onde se encontram blocos de várias partes do Brasil. Mais de 40 mil pessoas passam pelo município durante o carnaval.
Mesmo contando com um pouco mais de 6 mil habitantes, Águas de Chapecó também joga futebol. Entre as suas equipes, vale destacar o Esporte Clube Guarani (Gramados), Esporte Clube Barrajão, o Esporte Clube Independente (Três Barras), Esporte Clube Langeira (Barra do Maidana), Esporte Clube Progresso (Aguinhas Frias), Esporte Clube União e Operário Futebol Clube.
O município também conta com várias participações em campeonatos de bocha rolada, com o parceria entre a administração e o Esporte Clube 12 de Março, onde no ano de 2015 ficou em 4º lugar no Brasileiro de Bocha Rolada, entre outras competições com menos ênfase no cenário esportivo.
O futebol de salão também é praticado no município, sendo que todo ano ocorrem campeonatos de futsal masculino e feminino.

## Geografia
Águas de Chapecó possui clima subtropical úmido mesotérmico com as 4 estações bem definidas,com verões quentes com temperaturas que chegam a 35 °C, e inverno frios com ocorrência de geadas nos meses que vão de junho a setembro com temperaturas que podem ficar próximas a 0 °C com média anual próxima a 20 °C, chove entre 1000 e 2000 mm.
Seu relevo é composto por morros ondulados e acidentados com altitudes entre 250 e 400 m. O município é banhado por dois rios, o rio Chapecó e o Uruguai. Sendo que as cidades de Águas de Chapecó e São Carlos são divididas apenas pelo rio Chapecó.

## Economia
A economia do município é basicamente a agrícola, formada principalmente da agricultura familiar, destacam-se a produção de milho, soja, fumo, bovinocultura leiteira, suinocultura, avicultura e hortaliças. Possui também atividade comercial, industrial e turismo devido ao carnaval, as fontes termais e a hidroelétrica.